# Cirkelresonemang
Cirkelresonemang eller cirkelargumentation är en typ av felaktigt logiskt resonemang av typen "Om A så B, och om B så A. Alltså A och B". Resonemanget använder sitt eget påstående för att bevisa sin validitet. Man kan lika gärna säga: "A gäller inte. Då gäller inte B, alltså inte heller A." Inget är alltså egentligen bevisat. Cirkelresonemang kan leda till argumentationsfel.
Ett exempel: Allt som står i min bok är sant, eftersom det här är en sann bok som aldrig ljuger, och att det står i denna bok att den alltid är sann.
Även om religiösa människor kan attackeras med anklagelser om att de använder sig av cirkelresonemang, så är det viktigt att förstå att om det finns en Gud så måste denna Gud vara det högsta svaret på sin egen existens, vilket i viss mån kan anses som cirkulärt.
Många antaganden som vi gör i våra vardagliga liv är till sin natur relativt cirkulära. Ett exempel på det är Decartes kända citat "Jag tänker, alltså finns jag". Även om detta är en självklar sanning, så är det ändå så att påståendet säger att man finns för att man tänker och att man tänker för att man finns, vilket är cirkulärt.